# 麻辣同學會
《麻辣同學會》，是中天娛樂台談話性節目，金星娛樂製作，2015年3月16日首播，主持人為謝祖武、潘若迪、沈玉琳、杜詩梅、陳德烈。每一集找來過去紅極一時的長壽電視劇、綜藝節目要角及其他等開同學會，聊當年幕前幕後和不為人知的是非趣事。

## 參加來賓
| 集數 | 首播日期      | 標題                                                       | 來賓 | 新同學       |
| 01   | 2015年3月16日 | 偶像劇始祖 麻辣鮮師同學會                                  | 鍾欣怡、林韋君、范筱梵、許孟哲、郭鐵人                                                                      | 慈瑜         |
| 02   | 2015年3月17日 | 錯過再等20年！！ 母雞帶小鴨同學會                          | 許傑輝、蔡燦得、施易男、韓志杰                                                                              | 智希         |
| 03   | 2015年3月18日 | 台灣最長壽電視劇 鳥來伯與十三姨同學會                      | 黃西田、吳敏、廖麗君、王彩樺、安迪                                                                          | 雅勻         |
| 04   | 2015年3月19日 | 住左邊住右邊同學會                                         | 張兆志、林美秀、趙正平、琇琴、顏嘉樂                                                                        | 慈瑜         |
| 05   | 2015年3月23日 | 當代聊齋 台灣X檔案 台灣靈異事件同學會                      | 陳明真、伊正、汪建民、宋逸民                                                                                | 子萱（餅乾） |
| 06   | 2015年3月24日 | 台灣鄉土劇傳奇 親戚不計較同學會                            | 潘麗麗、李㼈、沛小嵐、王中平                                                                                | 宜家         |
| 07   | 2015年3月25日 | 台灣武俠電影顛峰之作 新桃太郎同學會                        | 趙中興、黃仲裕、林小樓、陳子強、劉致妤                                                                      | 陳宇馨       |
| 08   | 2015年3月26日 | 經典童星大會師 當年我紅得跟哈利波特一樣！                  | 陳崇榮、顏正國、楊雅筑、劉至翰、鄭同村                                                                      | 慈瑜         |
| 09   | 2015年3月30日 | 灑狗血劇情的創始者 花系列同學會                            | 龐祥麟、席曼寧、林煒、崔佩儀、王道                                                                          | 姚蜜         |
| 10   | 2015年3月31日 | 熱血就是我們的代名詞！！ HBL同學會                         | 哈孝遠、陳世念、洪康橋、范士恩、許時清、鄭皓為、黃奕勝、廖文彬、張峻庭、張立傑                              | 斯閔         |
| 11   | 2015年4月1日  | 女子團體不合傳言都是真的？！ 前任偶像爆料大會              | 況明潔、黃小柔、劉品言、鬼鬼                                                                                | 智希         |
| 12   | 2015年4月2日  | 因為健身救了我的人生 健身狂同學會                          | 任爸、林可彤、小嫻、劉畊宏                                                                                  | 斯閔         |
| 13   | 2015年4月6日  | 台灣血汗交織的戲劇奇蹟 本土劇同學會                        | 馬幼興、江祖平、江宏恩、陳珮騏、曾莞婷                                                                      | 智希         |
| 14   | 2015年4月7日  | 當年的B咖要來翻舊帳？！ 黃金B段班同學會                    | 小甜甜、NONO、沈玉琳、王彩樺、黃鐙輝                                                                        | 姚蜜         |
| 15   | 2015年4月8日  | 玉琳哥新手爸爸先修班 明星奶爸共進會                        | NONO、劉畊宏、宋逸民、亮哲、夏克立                                                                          | 陳宇馨       |
| 16   | 2015年4月9日  | 一定要繼續看下去的類戲劇 玫瑰瞳鈴眼同學會                  | 李鳳新、林芷薇、盛竹如、林玉紫、呂嘉興                                                                      | 姚蜜         |
| 17   | 2015年4月13日 | 人間胸器多煩惱？！ 胸狼女星抱怨研討會                      | 李志忠、林采緹、洪棠、蔡小潔、洪蓉                                                                          | 慈瑜         |
| 18   | 2015年4月14日 | 戲劇是假人生 武行是真搏命 動作明星同學會                   | 黃仲裕、李㼈、雷洪、陳子強、張峰碩                                                                          | 智希         |
| 19   | 2015年4月15日 | 讓人又愛又怕的異想空間 靈異主持同學會                      | 李冠儀、侯昌明、李祖寧、Eason                                                                               | 蘇暐淇       |
| 20   | 2015年4月16日 | 就愛這一根？！ 女明星鋼管同學會                            | 楊雅筑、小嫻、茵茵、舒子晨                                                                                  | 絜文         |
| 21   | 2015年4月20日 | 宮廷鬥爭絕對少不了的他 公正系男星同學會                    | 曹若梅、乾德門、李天柱、楊懷民、徐亨                                                                        | 沁瑜         |
| 22   | 2015年4月21日 | 戲劇裡最惹人憐的衰神們 苦情女同學會                        | 王宇婕、陳仙梅、德馨、王瞳                                                                                  | 絜文         |
| 23   | 2015年4月22日 | 美眉們到底是太天真孩是蠢？！ 黑澀會美眉同學會              | 阿本、大牙、妖嬌、Apple、少少、張甯兒、陳斯亞、詹子晴、邱珮淇                                               | 雅勻         |
| 24   | 2015年4月23日 | 壞女人私下其實很nice的 蛇蠍女星同學會                      | 梁佑南、鄭仲茵、朱芯儀、李亮瑾、游詩璟                                                                      | 絜文         |
| 25   | 2015年4月27日 | 最殘酷的諧星特訓班？！ 石頭家族同學會                      | 洪都拉斯、許效舜、白雲、黃鐙輝                                                                              | 皇甫曼寧     |
| 26   | 2015年4月28日 | 演員當年比公職還難考？！ 演員訓練班同學會                  | 譚艾珍、楊懷民、曹蘭、劉尚謙                                                                                | Sissi        |
| 27   | 2015年4月29日 | 電視圈裡深藏不露的殺人武器 特種部隊同學會                  | 王瑞德、陳為民、戴志揚、許宬瑋                                                                              | 沁瑜         |
| 28   | 2015年4月30日 | 憲哥庇陰下的演藝放牛班 憲憲家族同學會                      | 楊子儀、NONO、小鐘、馬利歐                                                                                  | 姚蜜         |
| 29   | 2015年5月4日  | 聽他們講話都要打折扣 世新大學校友會                        | 焦志方、董至成、陳語安、Eason                                                                               | 文馨         |
| 30   | 2015年5月5日  | 綜藝外景是好好玩還是好可怕？！綜藝外景同學會！             | 凱莉、Kid、曹西平、許孟哲、NaNa                                                                             | 雅勻         |
| 31   | 2015年5月6日  | 謝祖武的好友同學會！                                       | 謝祖武、夏語心、姜榮峰、張兆志、徐珪瑩、況明潔 、胡寧遠、紐嘉绮                                             | 蘇暐淇       |
| 32   | 2015年5月7日  | 最熱血的演藝圈幫派？！ 找蟹幫同學會                        | Kid、侯昌明、小甜甜、周宜霈                                                                                 | Sissi        |
| 33   | 2015年5月11日 | 沒有他們不能模仿的人？！ 瘋狂悶鍋同學會！                  | 邰智源、郭子乾、吳怡霈、唐從聖                                                                              | 姚蜜         |
| 34   | 2015年5月12日 | 有血有淚的新兵日記同學會！！                               | 林道遠、杜詩梅、張芯瑜、李興文、黃荻鈞、陳德烈、艾成                                                        | Demi         |
| 35   | 2015年5月13日 | 他們要來討債啦！沈玉琳審判大會                             | 洪都拉斯、艾莉絲、沈玉琳、小鐘、何妤玟                                                                      | 絜文         |
| 36   | 2015年5月14日 | 小氣鬼同學會！                                             | 小鐘、黃國倫、岑永康、唐儷                                                                                  | Sissi        |
| 37   | 2015年5月18日 | 藝人們的肉體由他們來滿足?!按摩狂同好會                     | 鄭家榆、Nick、潘慧如、Ally、王思佳、蘇奕全、梁一貞、邱睿夆                                                  | Demi         |
| 38   | 2015年5月19日 | 男同學痴狂的女孩？！爭奇鬥艷校花同學會                     | 劉雨柔、馮媛甄、寇乃馨、何妤玟                                                                              | 慈瑜         |
| 39   | 2015年5月20日 | 演藝生命和體脂肪的矛盾對決！減肥藝人共進會                 | 韓宜邦、洪棠、何嘉文、殷琦                                                                                  | 子萱（餅乾） |
| 40   | 2015年5月21日 | 命理大師的話能信嗎？ 命理同業交流會                        | 林正義、謝沅瑾、林元啟、江伯樂、江紘均                                                                      | 智希         |
| 41   | 2015年5月25日 | 勾起你的佔有慾 購物專家同學會                              | 郭昱晴、孫嘉禾、斯容、林姿佑、俞嫺                                                                          | 慈瑜         |
| 42   | 2015年5月26日 | 台語劇也是fashion得很！跨界台語劇演員同學會                | 伊正、德馨、李易、阿弟                                                                                      | 姚蜜         |
| 43   | 2015年5月27日 | 胖得很自信！棉花糖女孩同學會                               | 余月如、廖慧珍、小甜甜、提拉                                                                                | 子萱（餅乾） |
| 44   | 2015年5月28日 | 愛情不過就是一個普通的玩意 戀愛大師鑑定會                  | 王思佳、小禎、Paul、劉至翰、陳志強、孫國豪、陳德烈、杜詩梅                                                  | Demi         |
| 45   | 2015年6月1日  | 演藝圈怪怪人力資源工會                                     | 韋佳德、林秀琴(藝人)、陳為民、李冠儀、李興文                                                                | 姚蜜         |
| 46   | 2015年6月2日  | 演藝圈宗教狂佈道大會                                       | 徐小可、NONO、李妍璟、洪都拉斯、蔡小潔                                                                      | 沁瑜         |
| 47   | 2015年6月3日  | 太受歡迎不是我的錯！校園風雲人物同學會                     | 楊子儀、湯志偉、崔佩儀、廖偉凡、哈孝遠                                                                      | 若綺         |
| 48   | 2015年6月4日  | 我很強只是不想到處說！競賽強者見面會                       | Paul、廖輝英、小鐘、趙正平、王少偉                                                                          | 雅勻         |
| 49   | 2015年6月8日  | 當年少女們為我瘋狂！退休偶像男團同學會                     | 鈕詩貽、蔣偉文、洪天祥、胡恩瑞、張克帆、王海輪                                                              | 絜文         |
| 50   | 2015年6月9日  | 藝人投資房地產發財指南！地產大亨研討會                     | 秦偉、廖麗君、小鐘、張本瑜、詹惟中                                                                          | 斯閔         |
| 51   | 2015年6月10日 | 尊重女性？馬子狗？ 小男人同盟會                            | 趙正平、Kid、NONO、亮哲、哈孝遠                                                                             | 文馨         |
| 52   | 2015年6月11日 | 無論任何場子都能hold住！台灣最強活動主持                   | 寇乃馨、蜆仔、禹安、小禎                                                                                    | 絜文         |
| 53   | 2015年6月15日 | 我不雞婆！是社會太冷漠！演藝圈正義聯盟                     | 張克帆、張艾亞、楊繡惠、小禎、朱芯儀                                                                        | 斯閔         |
| 54   | 2015年6月16日 | 不可能！異性竟然最愛這款的！                               | 小優、陳為民、吳敏、周遊、白雲                                                                              | 子萱（餅乾） |
| 55   | 2015年6月17日 | 負債要我命！但我的命更硬！                                 | 秦偉、梁佑南、吳玟萱、阿弟                                                                                  | 智希         |
| 56   | 2015年6月18日 | 驚爆！！選秀節目竟然玩假的？！評審老師懺悔大會             | 包小松、黃國倫、 金智娟、 袁惟仁                                                                            | Demi         |
| 57   | 2015年6月22日 | 可以沒有戀愛 不能沒有堅持！單身怪咖協會                    | 汪建民、王少偉、王凱蒂、孫國豪                                                                              | 智希         |
| 58   | 2015年6月23日 | 原來你有錢到爆？！演藝圈投資王研討會                       | 侯昌明、寇乃馨、丁國琳、趙正平                                                                              | 絜文         |
| 59   | 2015年6月24日 | 我表演不只人愛看！神明更愛看！！廟會活動同學會             | ICE MAN（阿文、成亮澄）、黃鐙輝、Hot Q girls（小函、曉彤、小奈）、許效舜、臺北 聖和軒（阿朋、花枝）、楊繡惠 | 慈瑜         |
| 60   | 2015年6月25日 | 想跟我交往，你才准做這些動作！兩性曖昧公聽會               | 陳夢晨、殷琦、陳珮騏、小甜甜、杜詩梅                                                                        | 若綺         |
| 61   | 2015年6月29日 | 不景氣？！返大陸打工賺錢！離鄉打拼同學會                   | 唐治平、李天柱、林韋君、廖偉凡                                                                              | 子萱（餅乾） |
| 62   | 2015年6月30日 | 人心險惡？！當心吉屋變鬼屋！包租婆同學會                   | 王俐人、楊繡惠、Julie、蘇霈、張茵茵                                                                         | 雅勻         |
| 63   | 2015年7月1日  | 妳為什麼要這樣對我？！大丈夫生存指南之冏女來襲             | 杜詩梅、寇乃馨、黃國倫、汪建民、NONO、張峰奇、陳德烈                                                        | 智希         |
| 64   | 2015年7月2日  | 你的白目激怒我了！老公的白目事件語錄                       | 阿弟、阿Ben、徐小可、Mei、Julie、陳櫻文                                                                     | 慈瑜         |
| 65   | 2015年7月6日  | 人氣Up! KTV吸睛大法! K歌之王同學會                         | 小禎、Vicky、謝祖武、沈玉琳、潘若迪、小鐘、艾莉絲、陳德烈、杜詩梅                                           | 子萱（餅乾） |
| 66   | 2015年7月7日  | 熟男往日的女神就是這款! 軍中情人同學會                     | 熊海靈、方季惟、況明潔、何妤玟                                                                              | 若綺         |
| 67   | 2015年7月8日  | 你害我丟臉丟到國外去!! 旅遊搭檔帶衰事件簿                  | Nina、林秀琴(藝人)、小甜甜、謝忻、小禎、Vicky                                                               | 若綺         |
| 68   | 2015年7月9日  | 男人一生最精華的歲月！！ 熟男40同學會                      | 孫國豪、小鐘、郭鐵人、Paul                                                                                  | 沁瑜         |
| 69   | 2015年7月13日 | 我長壞掉也是一種罪?! 臭臉王同學會                          | 周宜霈、真理、李㼈、茜茜、張本渝、橘子、王思佳、杞杞                                                        | 皇甫曼寧     |
| 70   | 2015年7月14日 | 帶給人歡樂不代表我們不正經!! 諧星傷後互助會                | 邰智源、大根、NONO、小甜甜、瑤瑤                                                                            | 子萱（餅乾） |
| 71   | 2015年7月15日 | 神啊! 請賜給我一個表現機會吧! 藝人試鏡實戰守則             | 許傑輝、王宇婕、李冠儀、夏如芝、大飛                                                                        | Sissi        |
| 72   | 2015年7月16日 | 女人拒絕接受事實! 男人要說謊才有好日子過?!                 | 廖輝英、大根、哈孝遠、陳致遠、王中平                                                                        | 智希         |
| 73   | 2015年7月20日 | 鐵肺歌后想像不到的真面目!! 彭佳慧老友爆料大會              | 小虎哥、民雄、彭佳慧、王仁甫、許傑輝、林凡                                                                  | Sissi        |
| 74   | 2015年7月21日 | 天理不容! 懷孕怎麼可以是瘦子?! 孕婦美體研討會              | 陳保仁、Mini、張心妍、柔柔、徐小可、百特、查夢嵐、廖家儀、Nico、Mei、徐茹茹                                 | 慈瑜         |
| 75   | 2015年7月22日 | 老公! 你骨子裡藏著一位大媽!! 大媽系人夫同學會              | NONO、朱海君、KiKi、黃鐙輝、萁萁                                                                            | 絜文         |
| 76   | 2015年7月23日 | 金曲 金鐘 金馬 演藝巔峰三金同學會                          | 李愛綺、李㼈、廖慧珍、邰智源                                                                                | 若綺         |
| 77   | 2015年7月27日 | 十個男人九個壞!! 當心男人讓妳變婦仇者                      | 苦苓、小禎、賴薇如、Julie、羅美玲                                                                           | Demi         |
| 78   | 2015年7月28日 | 天啊！我為什麼要跟這個人住？！同居室友真面目爆料大會       | 大愷、無尊、何嘉文、陳明川、小優、夏和熙                                                                    | 子萱（餅乾） |
| 79   | 2015年7月29日 | 面子這檔事！女人不懂啦！ 男人面子護衛隊                    | 林秀琴(藝人)、洪百榕、趙正平、陳致遠、宋達民                                                                | 沁瑜         |
| 80   | 2015年7月30日 | 鄰居！請不要介入我的生活好嗎？！敦親睦鄰同學會之雞婆鄰居   | Paul、羅霈穎、況明潔、Eason、馬靚辳                                                                         | 子萱（餅乾） |
| 81   | 2015年8月3日  | 老公的工作就是要被女人包圍！大老婆保護協會之桃花老公       | KiKi、RuRu、李愛綺、安柏兒、林秀琴(藝人)、Seline、鍾潔希、潘若迪、邱志龍、Saber、Jacky                      | Demi         |
| 82   | 2015年8月4日  | 文青不食人間煙火才怪! 重口味作家同學會                     | 廖輝英、吳淡如、苦苓、李昂 (作家)                                                                           | 若綺         |
| 83   | 2015年8月5日  | 爸媽失控！害我的臉又冏了！ 小大人控訴會之好丟臉爸媽        | 楊羽霓、崔佩儀、林秀琴(藝人)、Peter、貝克宇、陳琳                                                           | Sissi        |
| 84   | 2015年8月6日  | 別人由愛生恨! 但他們竟是有恨生愛?! 仇人變好友同學會        | 高山峰、NONO、王少偉、郭彥甫、apple、夏和熙                                                                 | Sissi        |
| 85   | 2015年8月10日 | 一山不容二虎！美女沒有純友誼？！ 真心換帖美女姐妹會        | 況明潔、星卉、田麗、傅薇、夏如芝、林利霏                                                                    | 絜文         |
| 86   | 2015年8月11日 | 為了小孩! 老娘這條命拼了! 高齡產婦同學會                   | 詹景全、王子媽、吳淡如、福星媽、崔佩儀、COCO媽、Vicky、CC媽                                                 | 若綺         |
| 87   | 2015年8月12日 | 暑假來了! 親愛的我們怎麼辦?! 老爸老媽暑假緊急應變中心      | Lulu、鍾欣凌、侯昌明、小禎、倪雅倫                                                                          | 智希         |
| 88   | 2015年8月13日 | 不懂就不要學人家耍浪漫好嗎? 男人浪漫矯正中心               | 杜詩梅、殷悅、王中平、劉畊宏、陳志強、陳德烈                                                                | 絜文         |
| 89   | 2015年8月17日 | 我不是想太多! 我只是太愛小孩! 緊張爸媽同學會               | 李祖寧、朱海君、鍾欣凌、林立青、李國超                                                                      | 穎立         |
| 90   | 2015年8月18日 | 是整形還是換臉？ 整形上癮哪裡都想整！ 整形同學會！         | 李進良、謝雅蕙、邱千耀、羅霈穎、妮絲、桑至飛、小鐘、小八、Linda、曾雅蘭、果果                               | 陳宇馨       |
| 91   | 2015年8月19日 | 你為什麼不自己跟他說？！ 夾在中間好痛苦！ 傳話筒好友同學會 | 陳大天、黃豪平、無尊、小甜甜、王少偉、謝忻、哈孝遠、潘若迪、林彥君                                          | 沁瑜         |
| 92   | 2015年8月20日 | 颱風天不放假行業 當心有錢賺沒命花！                        | 白白、白皮、謝承均、瑞秋、王樹偉、余皓然、小8、Kelly、李進良、昕融                                          | 穎立         |
| 93   | 2015年8月24日 | 明星的秘密只有他們最清楚！美妝造型老師爆料大會             | 王思佳、賴薇如、古小偉、Sam、小四、梵緯                                                                     | Demi         |
| 94   | 2015年8月25日 | 親愛的不要唸了！你讓我壓力爆表！嘮叨碎嘴同學會             | 小咪、林秀琴(藝人)、黃國倫、陳致遠、Paul                                                                    | Demi         |
| 95   | 2015年8月26日 | 寧可迷信也不能不信？！中元節好兄弟同樂會                   | NONO、張本渝、高慧君、許效舜、眭澔平                                                                        | 陳宇馨       |
| 96   | 2015年8月27日 | 史上最前衛的本土劇 世間情演員同學會                        | 林珮君、謝承均、李亮瑾、孫協志、游詩璟                                                                      | 家欣         |
| 97   | 2015年8月31日 | 在娘家抬得起頭才是真男人! 麻辣公投之娘家沒地位人夫（上）   | 徐小可、雅蘭媽、侯昌明、潘若迪、宋逸民、郭彥均、劉畊宏、沈玉琳、宋達民、民雄、詹惟中、陳致遠                | Demi         |
| 98   | 2015年9月1日  | 在娘家抬得起頭才是真男人! 麻辣公投之娘家沒地位人夫（下）   | 徐小可、雅蘭媽、侯昌明、潘若迪、宋逸民、郭彥均、劉畊宏、沈玉琳、宋達民、民雄、詹惟中、陳致遠                | Demi         |
| 99   | 2015年9月2日  | 有錢也吃不到的美味! 隱藏版限定美食鑑賞會                   | 蔣偉文、NONO、王思佳、胡天蘭、Paul、徐天麟                                                                  | 絜文         |
| 100  | 2015年9月3日  | 不認得我！但你忘不了我的聲音！ 電台DJ同學會                | 林可、Dennis、瑪麗、馬克                                                                                    | Sissi        |
| 101  | 2015年9月7日  | 老公! 我可以出去玩嗎? 大老婆想自由促進協會                 | 阿弟、小鐘、徐小可、KiKi、曾雅蘭、甄莉、Mei                                                                 | 沁瑜         |
| 102  | 2015年9月8日  | 出國就要血拼啊! 不然要幹嘛?! 旅遊購物狂同學會              | 潘慧如、小禎、黃國倫、林可彤、丁寧                                                                          |              |
| 103  | 2015年9月9日  | 好事為什麼永遠輪不到我？！ 演藝圈專業伴郎伴娘同學會        | 張克帆、小甜甜、李姸憬、賴薇如                                                                              | 絜文         |
| 104  | 2015年9月10日 | 觀眾最不看好的夫妻檔 麻辣公投之準離婚夫婦                  | Mei、阿弟、萁萁、黃鐙輝、李新(藝人)、沈世朋、林秀琴 (藝人)、陳致遠                                          | 絜文         |

## 製作團隊
- 製作人：詹仁雄、熊鴻斌、楊涵茹
- 製作公司：金星娛樂
- 執行製作：林佳慧、陳軍政、李耀中
- 製作群：王軍涵、林思妤、王志剛
- 編審：黃純純
- 編劇：劉沿瑲
- 燈光：郭文龍、曾俊怡、楊志偉、陳信璋
- 後製：張雅茹
- 音效：斐聲
- 成音：周建平、梁昌煥
- 視訊：柯拓名、唐永孝
- 技術指導：郭明坪
- 現場指導：簡美惠
- 助理導播：王韻璿 、盧雅文
- 美術指導：
- 宣傳：
- 布景：
- 服裝：毛毛、阿寶
- 音響燈光：
- 現場音效：
- 剪輯：
- 片頭動畫&動畫設計：提摩西
- 梳化：
- 總監製：朱緻恩
- 監製：蘇善村
- 剪接：連崇熙
- 導播：詹卓燕
- 旁白：蔡孟宸
- 公關行銷：廖淑華、盧芳盈、汪柏仰、董昱男、李霞、陳凡禾、藍怡雯、洪莞迎、許筑雅
- LED屏幕：
- 攝影師：黃寬男、杜向勛、劉百城、石劉明、李孟謙、郭文賓

## 外部連結
- 麻辣同學會的Facebook專頁
- YouTube上的麻辣同學會頻道

## 節目的變遷
| 中天娛樂台 每週一至週五 23:00~24:00 | 中天娛樂台 每週一至週五 23:00~24:00          | 中天娛樂台 每週一至週五 23:00~24:00 |
| ----------------------------------- | -------------------------------------------- | ----------------------------------- |
|                                     | 麻辣同學會 （2015年3月16日 - 2015年9月11日） |                                     |
| —                                   | 離婚律師 （2015年9月14日 - 2015年11月16日）  |                                     |